# Hurn
Pour les articles homonymes, voir Hurn (homonymie).
Hurn est un village et une paroisse civile du Dorset, en Angleterre. Il est situé dans l'est du comté, entre la Stour et l'Avon, à 8 km au nord-est du centre-ville de Bournemouth. Administrativement, il relève de l'autorité unitaire de Bournemouth, Christchurch and Poole. Au recensement de 2011, il comptait 501 habitants.
Comme Bournemouth, Hurn appartenait au comté traditionnel du Hampshire jusqu'en 1974. L'aéroport de Bournemouth se situe sur le territoire du village. Il correspond à l'ancienne base militaire RAF Hurn (en).

## Étymologie
Le nom du village provient du vieil-anglais hyrne qui désigne l'angle ou le coin d'un terrain. Il est attesté sous la forme Herne dans le Domesday Book, compilé en 1086.